# Брегвадзе, Бачана Иовелович
Бачана Брегвадзе (груз. ბაჩანა იოველის ძე ბრეგვაძე; 11 февраля 1936 года, село Схвави Амбролаурского района, Грузинская ССР — 14 февраля 2016 года, Тбилиси) — писатель, переводчик, учёный-философ, преподаватель высшей школы. Академик АН Грузии.

## Биография
В 1954 году, окончив с золотой медалью схвавскую среднюю школу, поступил на филологическое отделение Тбилисского государственного университета. Окончил университет в 1960 году. В 1971 году окончил аспирантуру Института философии Академии наук Грузинской ССР.
Работал лаборантом на кафедре классической филологии Тбилисского университета, старшим научным редактором Грузинской советской энциклопедии, заведующим редакции «Библиотеки Руставели» Главной редакционной коллегии по художественному переводу и литературным связям при Союзе писателей Грузии, преподавал греческий и латинский языки в Тбилисском университете и в Тбилисском институте иностранных языков, читал курс истории византийской литературы.
Печатался с 1960 года, первые стихи (переводы с итальянского) опубликовал в журнале «Цискари». В дальнейшем, в совершенстве владея древнегреческим, латинским, французским, немецким, итальянским, испанским, португальским, русским языками, перевёл классиков древней и мировой литературы. Член Союза писателей СССР (1973)
В 1994 году защитил кандидатскую диссертацию на тему «Блез Паскаль»
Доктор философских наук (1996, тема диссертации «Plato naturpilosopia»)

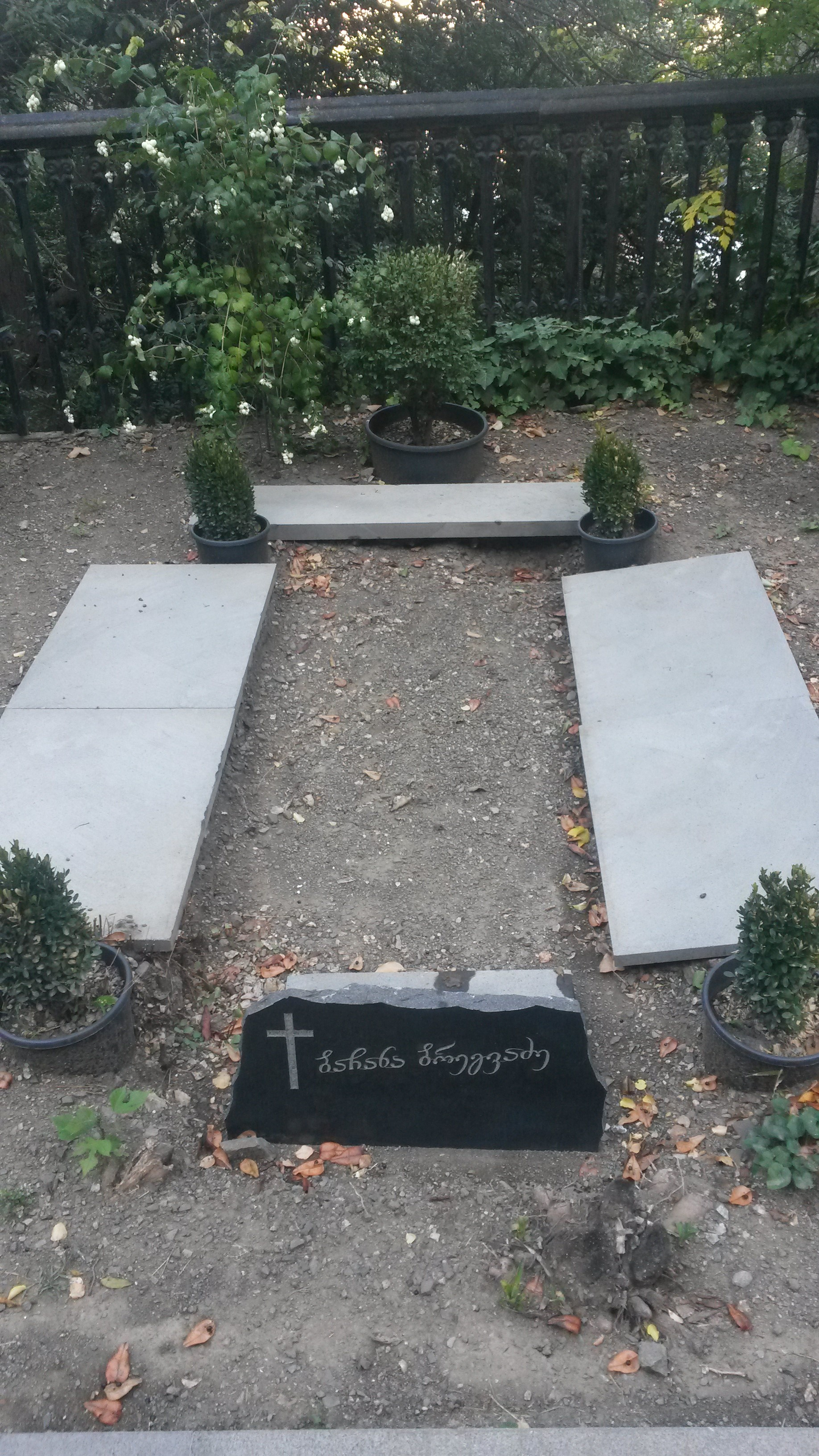
Могила Бачаны Брегвадзе в Пантеоне Мтацминда

Избран академиком АН Грузии (2013).
Похоронен в Пантеоне Мтацминда.